# U 70 (Kriegsmarine)
De U 70 was een U-boot van de Duitse Kriegsmarine van de VIIC-klasse, tijdens de Tweede Wereldoorlog. Hij stond onder commando van luitenant-ter-zee Joachim Matz. Op 7 maart 1941 ging hij ten onder.

## Geschiedenis
De commandant van de U 47, Günther Prien verkende op 6 maart 1941 het konvooi OB-293 dat ten zuiden van IJsland in noordwestelijke richting opstoomde. Bij het vallen van de duisternis vielen verschillende U-boten samen het konvooi aan, waarbij ze twee schepen beschadigden en twee lieten zinken. De UA, een oude boot, werd door dieptebommen zo ernstig beschadigd dat commandant Hans Eckermann de strijd moest staken en wegvaren onder water. Even na middernacht werd de U 70 aangevallen door de Britse korvetten Camellia en Arbutus, nadat hij eerder al was geramd door de tanker Mijdrecht. Luitenant-ter-zee Matz had zijn boot, ondanks de ernstige beschadigingen, boven water laten komen. Hierdoor kon een deel van de bemanning zich toch nog redden. Ze werden opgepikt door de Britten. Twintig van de opvarenden overleefden de aanval niet.
Na deze actie verdween de U 70 voorgoed in zee in positie 60° 15′ 0″ NB, 14° 0′ 0″ WL.